# ورزشگاه سلیمانیه
ورزشگاه سلیمانیه (به عربی: ملعب السليمانية) ورزشگاهی چندکاربردی در شهر سلیمانیه عراق می‌باشد. امروزه از آن بیشتر برای برپایی مسابقه‌های فوتبال و به عنوان ورزشگاه خانگی باشگاه فوتبال سلیمانیه استفاده می‌شود. این ورزشگاه گنجایش ۱۵۰۰۰ نفر تماشاچی را دارد.